# Annalena Rieke
Annalena Rieke (Recke, 10 januari 1999) is een voetbalspeelster uit Duitsland. Ze speelt als middenvelder voor AS Roma in de Serie A.

## Clubcarrière
Annalena Rieke begon op zesjarige leeftijd met voetballen bij SV Grün-Weiß Steinbeck in 1930. Op veertienjarige leeftijd ging ze naar FSV Gütersloh. In de zomer van 2015 werd ze overgeheveld naar het seniorenteam van FSV Gütersloh. Op 13 december 2015 maakte Rieke haar debuut in de Bundesliga Nord in een 2-1 nederlaag tegen FC Lübars. Op 16 mei 2016 verliet Rieke FSV Gütersloh voor FC Carl Zeiss Jena, actief op het hoogste niveau van Duitsland. Op 4 september 2016 maakte Rieke op zeventienjarige leeftijd haar debuut in de Bundesliga door in de 80ste minuut in te vallen voor Ivana Rudelić. Op 13 juli 2018 maakte Rieke de overstap naar SG Essen-Schönebeck waar ze een tweejarig contract tekende. Rieke speelde slechts zeven wedstrijden in Essen waarna ze op 14 juni 2019 terugkeerde naar FSV Gütersloh. Hier speelde Rieke drie jaar totdat ze in het seizoen 2022/23 terugkeerde naar SG Essen-Schönebeck.
Op 14 juli 2025 tekende Rieke een vierjarig contract bij het Italiaanse AS Roma.

## Statistieken
| Seizoen | Club                   | Competitie     | Competitie | Competitie | Beker | Beker | Overig | Overig | Totaal | Totaal |
| Seizoen | Club                   | Competitie     | Wed.       | Dlp.       | Wed.  | Dlp.  | Wed.   | Dlp.   | Wed.   | Dlp.   |
| ------- | ---------------------- | -------------- | ---------- | ---------- | ----- | ----- | ------ | ------ | ------ | ------ |
| 2015/16 | FSV Gütersloh          | 2de Bundesliga | 11         | 0          | 0     | 0     | 0      | 0      | 11     | 0      |
| 2016/17 | FC Carl Zeiss Jena     | Bundesliga     | 3          | 0          | 1     | 0     | 0      | 0      | 4      | 0      |
| 2017/18 | FC Carl Zeiss Jena     | Bundesliga     | 7          | 1          | 0     | 0     | 0      | 0      | 7      | 1      |
| 2017/18 | FC Carl Zeiss Jena II  | 2de Bundesliga | 2          | 0          | 0     | 0     | 0      | 0      | 2      | 0      |
| 2018/19 | SG Essen-Schönebeck    | Bundesliga     | 0          | 0          | 0     | 0     | 0      | 0      | 0      | 0      |
| 2018/19 | SG Essen-Schönebeck II | 2de Bundesliga | 7          | 0          | 0     | 0     | 0      | 0      | 7      | 0      |
| 2019/20 | FSV Gütersloh          | 2de Bundesliga | 11         | 7          | 0     | 3     | 0      | 0      | 14     | 7      |
| 2020/21 | FSV Gütersloh          | 2de Bundesliga | 14         | 10         | 2     | 1     | 0      | 0      | 16     | 11     |
| 2021/22 | FSV Gütersloh          | 2de Bundesliga | 23         | 14         | 1     | 1     | 0      | 0      | 24     | 15     |
| 2022/23 | SG Essen-Schönebeck    | Bundesliga     | 18         | 0          | 3     | 0     | 0      | 0      | 21     | 0      |
| 2023/24 | SG Essen-Schönebeck    | Bundesliga     | 21         | 5          | 4     | 1     | 0      | 0      | 25     | 6      |
| 2024/25 | SG Essen-Schönebeck    | Bundesliga     | 19         | 4          | 0     | 0     | 0      | 0      | 22     | 5      |
| Totaal  | Totaal                 | Totaal         | 136        | 44         | 14    | 4     | 0      | 0      | 150    | 48     |

Bijgewerkt t/m 15 juli 2025.

## Interlandcarrière
Annalena Rieke kwam uit voor Duitsland onder 17 waarmee ze Europees kampioen werd op het EK 2016. Daarnaast kwam ze ook voor Duitsland onder 17 uit op het WK 2016 in Jordanië.